# Uromyces dolicholi
Uromyces dolicholi ist eine Ständerpilzart aus der Ordnung der Rostpilze (Pucciniales). Der Pilz ist ein Endoparasit der Hülsenfrüchtler Cajanus indicus und Rhynchosia texana. Symptome des Befalls durch die Art sind Rostflecken und Pusteln auf den Blattoberflächen der Wirtspflanzen. Sie ist im subtropischen und tropischen Amerika verbreitet.

## Merkmale

### Makroskopische Merkmale
Uromyces dolicholi ist mit bloßem Auge nur anhand der auf der Oberfläche des Wirtes hervortretenden Sporenlager zu erkennen. Sie wachsen in Nestern, die als gelbliche bis braune Flecken und Pusteln auf den Blattoberflächen erscheinen.

### Mikroskopische Merkmale
Das Myzel von Uromyces dolicholi wächst wie bei allen Uromyces-Arten interzellulär und bildet Saugfäden, die in das Speichergewebe des Wirtes wachsen. Die Spermogonien und Aecien der Art sind unbekannt. Die überwiegend unterseitig auf den Oberflächen der Wirtsblätter wachsenden Uredien des Pilzes sind zimtbraun. Ihre ebenfalls zimtbraunen Uredosporen sind 21–26 × 18–22 µm groß, meist eiförmig bis breitellipsoid und stachelwarzig. Die meist unterseitig auf den Oberflächen der Wirtsblätter wachsenden Telien der Art sind zimtbraun, lose bis dicht gruppiert, kompakt und unbedeckt. Die hell goldenen Teliosporen sind einzellig, in der Regel schmal bis länglich ellipsoid, warzig und meist 27–35 × 11–14 µm groß. Ihre Stiele sind hyalin und bis zu 30 µm lang.

## Verbreitung
Das bekannte Verbreitungsgebiet von Uromyces dolicholi reicht von Texas und Florida über Mittelamerika und die Karibik bis nach Südamerika.

## Ökologie
Die Wirtspflanzen von Uromyces dolicholi sind Cajanus indicus und Rhynchosia texana. Der Pilz ernährt sich von den im Speichergewebe der Pflanzen vorhandenen Nährstoffen, seine Sporenlager brechen später durch die Blattoberfläche und setzen Sporen frei. Die Art durchläuft einen wahrscheinlich makrozyklischen Entwicklungszyklus, von dem bisher nur Uredien und Telien sowie deren Wirt bekannt sind. Ob sie einen Wirtswechsel vollzieht, lässt sich daher nicht sagen.